# Берёзовка (приток Чулыма)
Берёзовка (в верховье — Горбинский) — река в России, левый приток Чулыма, течёт в Шарыповском районе Красноярского края. Длина — 54 км, площадь бассейна — 710 км². Впадает в Чулым в 1273 км от устья у деревни Ершово.
Притоки: (от устья) Еловый Ключ (пр), Сютик (пр), Алтатка (лв).
Населённые пункты на реке (от устья): деревни Ершово, Гудково, село Берёзовское, деревня Александровка, деревня Горбы.

## Данные водного реестра
По данным государственного водного реестра России относится к Верхнеобскому бассейновому округу (13).
По данным геоинформационной системы водохозяйственного районирования территории РФ, подготовленной Федеральным агентством водных ресурсов:
- Речной бассейн — (Верхняя) Обь до впадения Иртыша (1)
- Речной подбассейн — Чулым (4)
- Водохозяйственный участок — Чулым от истока до г. Ачинск (1)
- Код водного объекта в государственном водном реестре — 13010400112115200015453